# Chiesa di Sant'Antonio Abate (Villa Santa Maria)
La chiesa di Sant'Antonio abate a Villa Santa Maria (CH) è sita in Piazza G. Marconi, nei pressi dell'unico albergo del paese.

## Storia
Sullo zoccolo della chiesetta, dal 1906, sono siti due fusti di colonne in granito. Tali colonne appartenevano al convento di Santa Maria in Basilica e ivi trasportate da alcuni muratori con l'intento di modificarne la facciata. Tuttavia l'aspetto è rimasto spoglio.

## Aspetto
La facciata è semplice in stile neoromanico in travertino.

Sul tetto vi è una croce. Due lesene sono poste agli angoli della facciata. Due cornici marcapiano suddividono orizzontalmente la facciata in tre parti. Sopra la seconda cornice vi è una lunetta. Il portale è ad arco a sesto acuto.
L'interno è ad aula ad unica navata squadrata in stile neoclassico semplice ma allo stesso tempo eclettico. Ai lati vi sono degli incassamenti. La volta è a botte con pseudo-cupola. Ai lati vi sono delle pitture dell'artista di Casoli Peppe Candeloro del 1967, le prime da lui eseguite nella carriera. Vi sono le statue di sant'Antonio abate, San Vito martire e di san Camillo de Lellis ed una lapide in cui è incisa la data del 1646 sul muro interno a destra corrispondente alla facciata.
L'altare è in stucco marmorizzato.

## Folklore
Il 17 gennaio in occasione della festa del santo intestatario della chiesa, davanti alla chiesa, viene acceso un falò con gli alberi di Natale del paese, con la brace realizzata vengono cotte le salsicce che vengono distribuite alle persone accorse alla festa.